# Bękart (typografia)

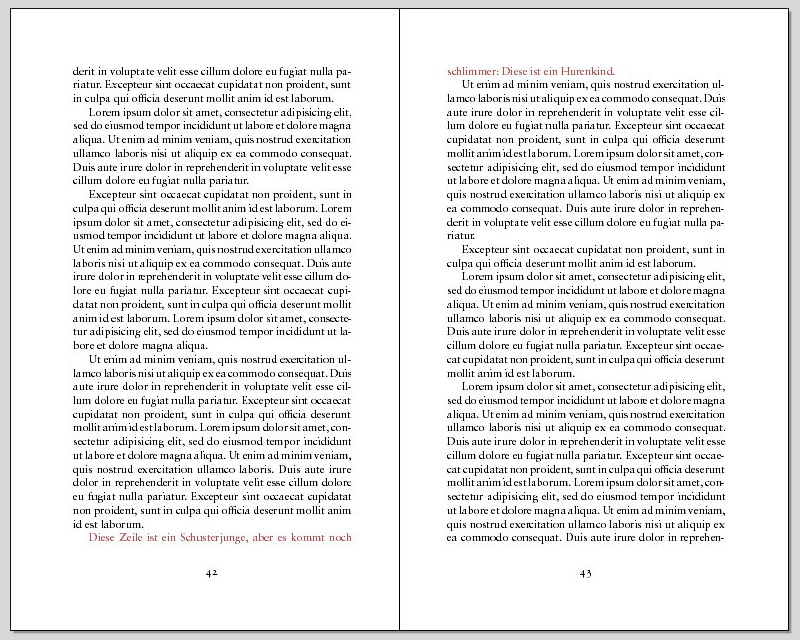
Szewc u dołu lewej i bękart u góry prawej strony książki

Bękart (ang. widow) – błąd typograficzny polegający na pozostawieniu ostatniego (lub półtora, rzadziej dwóch) wiersza akapitu na początku nowego łamu tekstu.
Bękart wpływa na estetykę łamu – narusza foremny układ tekstu na stronie, odstając swoim kształtem od pozostałych akapitów. Jest tym bardziej widoczny, gdy tuż po nim rozpoczyna się nowy (pod)rozdział poprzedzony zwiększoną interlinią lub gdy tworzący go akapit składany jest z wcięciem (np. wydzielony dłuższy cytat).
W celu zlikwidowania bękarta zmienia się miejsca dzielenia wyrazów lub parametry trackingu w poprzedzającym go akapicie, tak by skrócić go o jeden wiersz, lub tak rozrzedza tworzący go akapit, by wydłużyć go o dodatkowy wiersz. W sytuacji, gdy bękarta nie da się usunąć przez dodanie lub zgubienie wierszy, radzi się, aby był on jak najdłuższy, najlepiej zajmował szerokość całej kolumny. W przypadku powieści z licznymi jednowierszowymi dialogami usunięcie bękartów bywa niemożliwe, czasem nawet akapity jednowierszowe nie są tak klasyfikowane – choć zaleca się unikać ich pozostawiania u góry strony, jeżeli następuje po nich akapit wielowierszowy.